# دهداران السفلي (شبانكارة)
دهداران السفلی (بالفارسية: دهداران سفلا) هي قرية تقع في إيران في قسم شبانكارة الريفي. يقدر عدد سكانها بـ 1,767 نسمة .